# Stilbe ericoides
Stilbe ericoides är en tvåhjärtbladig växtart som först beskrevs av Carl von Linné, och fick sitt nu gällande namn av Carl von Linné. Stilbe ericoides ingår i släktet Stilbe och familjen Stilbaceae. Inga underarter finns listade i Catalogue of Life.